# Шафф, Сергей Вячеславович
Сергей Вячеславович Шафф (15 апреля 1988, Караганда, Казахская ССР, СССР) — казахстанский футболист, нападающий.

## Карьера

### Клубная
Воспитанник карагандинского футбола. Несколько сезонов провёл в молодёжных и дублирующих командах. Показывал хорошие результаты. С 2009 года оказался в главной команде — «Шахтёр». За три сезона провёл более 60 игр, забив 9 голов в чемпионате и 3 в кубковых играх. Стал с клубом бронзовым призёром 2009 года и дважды финалистом Кубка Казахстана в 2009 и 2010 гг.
С 2011 года провёл два сезона в «Атырау».
Весной 2013 года перешёл в ФК «Тараз». В ноябре 2013 года проиграл с «Таразом» свой третий финал Кубка Казахстана родному карагандинскому «Шахтёру» (0:1).
В 2014 году играл в Талдыкоргане в составе «Жетысу». Принёс команде первую победу в чемпионате (1:0) над «Кайратом» в Алматы.
Сезон 2015 года пропустил «по ряду причин, в том числе семейным и со здоровьем».
В 2016 году его пригласил клуб Первой лиги семипалатинский ФК «Алтай», поставивший задачу выйти в Премьер-лигу. При этом Шафф поклялся побриться наголо, если не забьёт 12 голов.
С полузащитником Алексеем Шакиным составили мощный нападающий тандем и забили 14 (Шакин) и 13 (Шафф) голов. В переходном матче с «Таразом» также забили по голу и помогли клубу выйти в Премьер-лигу. Однако затем, по организационным и финансовым причинам «Алтай» сначала был исключён из Премьер-лиги, а потом переведён из Первой во Вторую лигу.
В начале 2017 года Шафф пробовался в клубах Премьер-лиги «Актобе» и «Иртыше», но в итоге в последний момент подписал годичный контракт с ФК «Окжетпес» (Кокшетау). Но клуб сыграл в сезоне очень неудачно, занял последнее место и вылетел а Первую лигу.
В январе 2018 года заключил годовой контракт с родным клубом — карагандинским «Шахтёром».
В феврале 2019 года подписал контракт с уральским «Акжайыком», вылетевшим в Первую лигу.

### Сборная
В 2009 году привлекался в молодёжную сборную, в составе которой провёл 4 игры.

## Достижения
«Шахтёр»
- Бронзовый призёр чемпионата Казахстана (1): 2009
- Финалист Кубка Казахстана (2): 2009, 2010

 «Тараз»
- Финалист Кубка Казахстана 2013

 «Алтай» (Семей)
- Победитель Первой лиги Казахстана 2016